# Hipposideridae
A Hipposideridae az emlősök (Mammalia) osztályának denevérek (Chiroptera) rendjébe, ezen belül a kis denevérek (Microchiroptera) alrendjébe tartozó család.

## Tudnivalók
A Hipposideridae család korábban alcsaládként a patkósdenevérek (Rhinolophidae) családjába tartozott, de mára elkülönítették attól. Ebbe az új családba 10 élő nem és több, mint 90 faj tartozik. Egyes rendszerezések a Pteropodiformes más néven Yinpterochiroptera alrendjébe helyezik.
A családban fosszilis fajok is vannak, a legrégebbi az európai középső eocénből származik. 1997-ben Malcolm C. McKenna és Susan K. Bell a „Classification of Mammals” című könyvükben a Hipposideridae családon belül egy Rhinonycterinae nevű csoportot akartak létrehozni, amelybe 3 nemzetség és 2 alnemzetség tartozott volna. Később rájöttek, hogy ezek a nemzetségek monotipikusak és nincs értelme az átszervezésnek. 2003-ban Hand és Kirsch újabb változást akartak a család rendszerezésében. 2009-ben Petr Benda és Peter Vallo a Triaenops, a Paratriaenops és a Cloeotis nemeket a Triaenopini nemzetségbe szerették volna foglalni.

## Rendszerezés

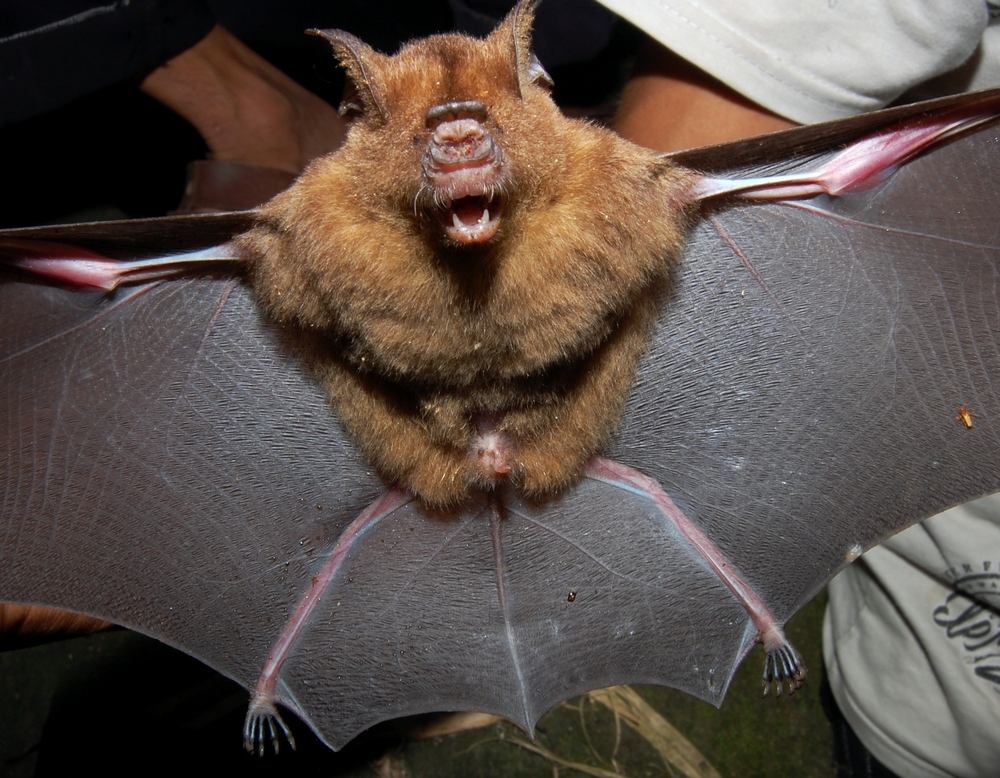
Hipposideros larvatus

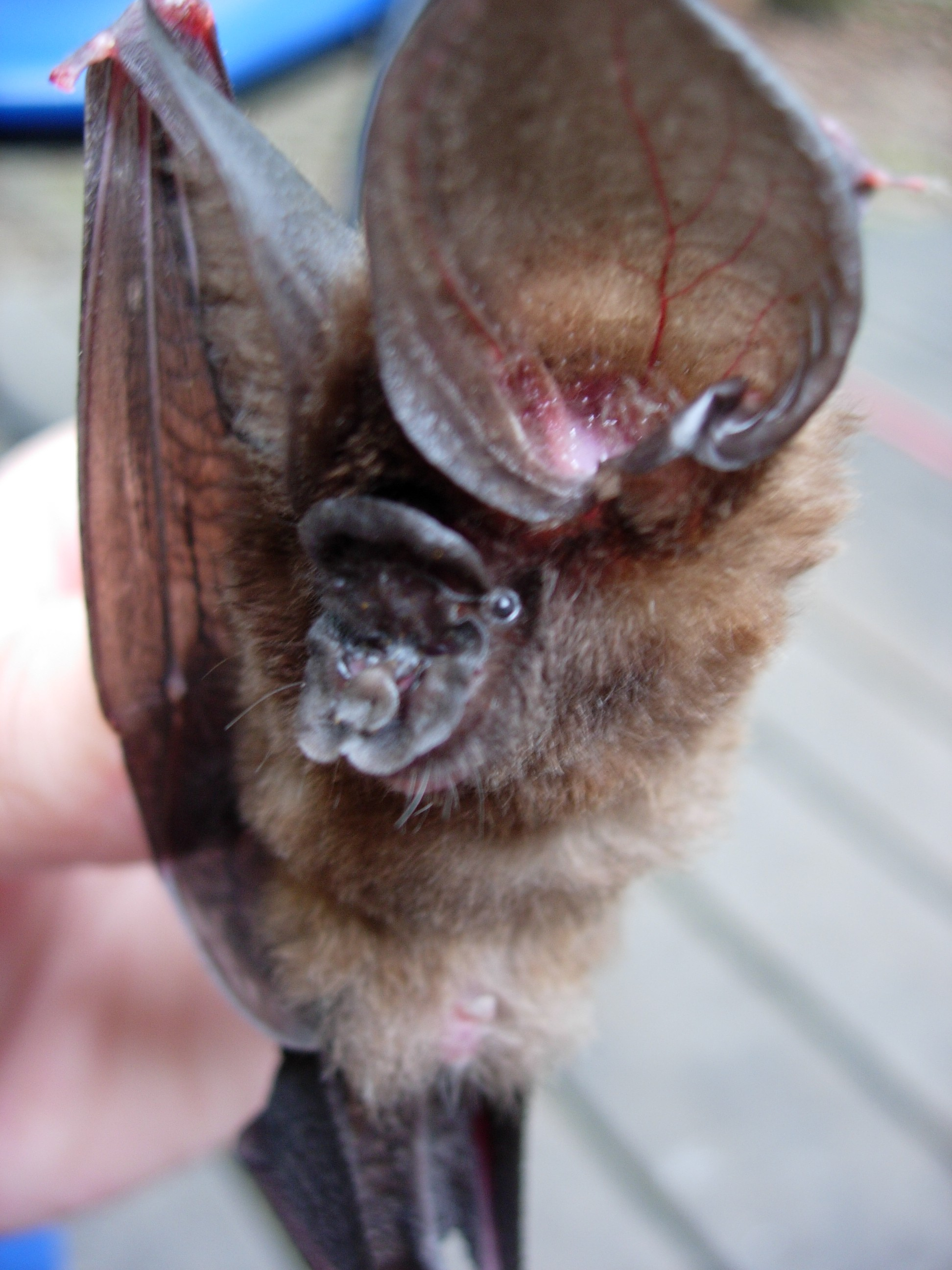
Ridley-hártyásorrú denevér (Hipposideros ridleyi)

A családba az alábbi 10 nem és 91 faj tartozik:
- Anthops (Thomas, 1888) - 1 faj
  - virágképű levélorrú-denevér (Anthops ornatus)
- Asellia (Gray, 1838) - 2 faj
- Aselliscus (Tate, 1941) – 2 faj
- Cloeotis (Thomas, 1901) – 1 faj
  - rövidfülű levélorrú-denevér (Cloeotis percivali)
- Coelops (Blyth, 1848) – 3 faj
- Hipposideros[7] (Gray, 1831) – 73 faj
- Paracoelops (Dorst, 1947) – 1 faj
  - nagyfülű levélorrú-denevér (Paracoelops megalotis)
- Rhinonicteris (Gray, 1847) – 1 faj
  - aranyló levélorrú-denevér (Rhinonicteris aurantia)
- Paratriaenops  – 3 faj
- Triaenops (Dobson, 1871) – 4 faj

Az alábbi nemek fosszilis fajokat, és/vagy a mai fajok fosszilis maradványait is tartalmazzák; a kereszttel ellátott nemek csakis fosszilis nemek:
- †Archerops (miocén, Ausztrália)[9]
- Anthops (egy faj; Salamon-szigetek és Bougainville-sziget)
- Asellia (két faj; Afrika és Délnyugat-Ázsia; európai miocén)
- Aselliscus (két faj; Délkelet-Ázsia és Melanézia)
- †Brachipposideros (oligocéntől miocénig Európában és miocén, Ausztrália; néha a Hipposideros nembe sorolják)
- †Brevipalatus (miocén, Ausztrália)[10]
- Cloeotis (egy faj; Afrika)
- Coelops (legalább két faj; Délkelet-Ázsia; miocén kori fosszíliák Afrikából)
- Hipposideros (több mint 60 faj; Afrika, Dél-Eurázsia, és Ausztrálázsia; a legrégebbi fosszília az eocén kori Európából; ide tartozik a Pseudorhinolophus nem is, amelyet azonban néha külön nemnek tekintenek)
- †Miophyllorhina (miocén, Ausztrália)[11]
- †Palaeophyllophora (eocéntől miocénig Európában)
- Paracoelops (egy faj; Vietnám)
- †Paraphyllophora (eocéntől vagy oligocéntől miocénig Európában)
- Paratriaenops (korábban a Triaenops nembe sorolták; három faj; Madagaszkár és Seychelle-szigetek)[12]
- Rhinonicteris (egy faj; Ausztrália; a legkorábbi fosszília a miocén korból származik)[11]
- †Riversleighia (miocén, Ausztrália)[11]
- Triaenops (négy faj; Afrika és Délnyugat-Ázsia)[12]
- †Vaylatsia (európai oligocén)[13]
- †Xenorhinos (miocén, Ausztrália)[11]

### Fordítás
- Ez a szócikk részben vagy egészben  a   Hipposideridae című angol Wikipédia-szócikk fordításán alapul.  Az eredeti cikk szerkesztőit annak laptörténete sorolja fel. Ez a jelzés csupán a megfogalmazás eredetét és a szerzői jogokat jelzi, nem szolgál a cikkben szereplő információk forrásmegjelöléseként.